# Robert Haener
Robert Haener (* 14. Juli 1920 in Balsthal; † 20. Januar 1981 in Bern) war ein Schweizer Berufsoffizier.
Rober Haener erlangte 1944 das Lizenziat in Rechtswissenschaften an der Universität Bern. 1946 wurde er Instruktionsoffizier. Von 1972 bis 1973 war er als Brigadier Stabschef des französischsprachigen Feldarmeekorps 1, von 1974 bis 1981 als Divisionär Waffenchef und Direktor des Bundesamtes für Mechanisierte und Leichte Truppen.